# Wostyntje
Wostyntje is een Belgisch bier. Het werd gebrouwen door Brouwerij De Regenboog te Assebroek een deelgemeente van Brugge (heden Brouwerij Smisje te Mater, een deelgemeente van Oudenaarde).

## Achtergrond
Wostyntje heet ook Torhouts Mostaard Bier. De naam “mostaard bier” verwijst naar mosterdzaad dat bij de ingrediënten is gevoegd.
Het bier werd gelanceerd op 2 september 1998 en stopgezet in het voorjaar van 2010.  Het werd gemaakt in opdracht van de firma Mostaard Wostyn uit Torhout, een mosterdbedrijf, ter gelegenheid van hun 130-jarig bestaan.

## Het bier
Wostyntje is een blond bier van hoge gisting met een alcoholpercentage van 7%.